# 譚家大院
譚家大院位於四川省遂寧市大英縣，文物遺址年代判定為清代。2007年6月1日公佈為四川省第七批文物保護單位。